# Barra da Estiva (ort)
Barra da Estiva är en ort i Brasilien.   Den ligger i kommunen Barra da Estiva och delstaten Bahia, i den östra delen av landet, 800 km öster om huvudstaden Brasília. Barra da Estiva ligger 1 030 meter över havet och antalet invånare är 12 614.
Terrängen runt Barra da Estiva är kuperad söderut, men norrut är den platt. Det finns inga andra samhällen i närheten.
Omgivningarna runt Barra da Estiva är huvudsakligen savann. Runt Barra da Estiva är det ganska glesbefolkat, med 34 invånare per kvadratkilometer.